# Магаль, Инон

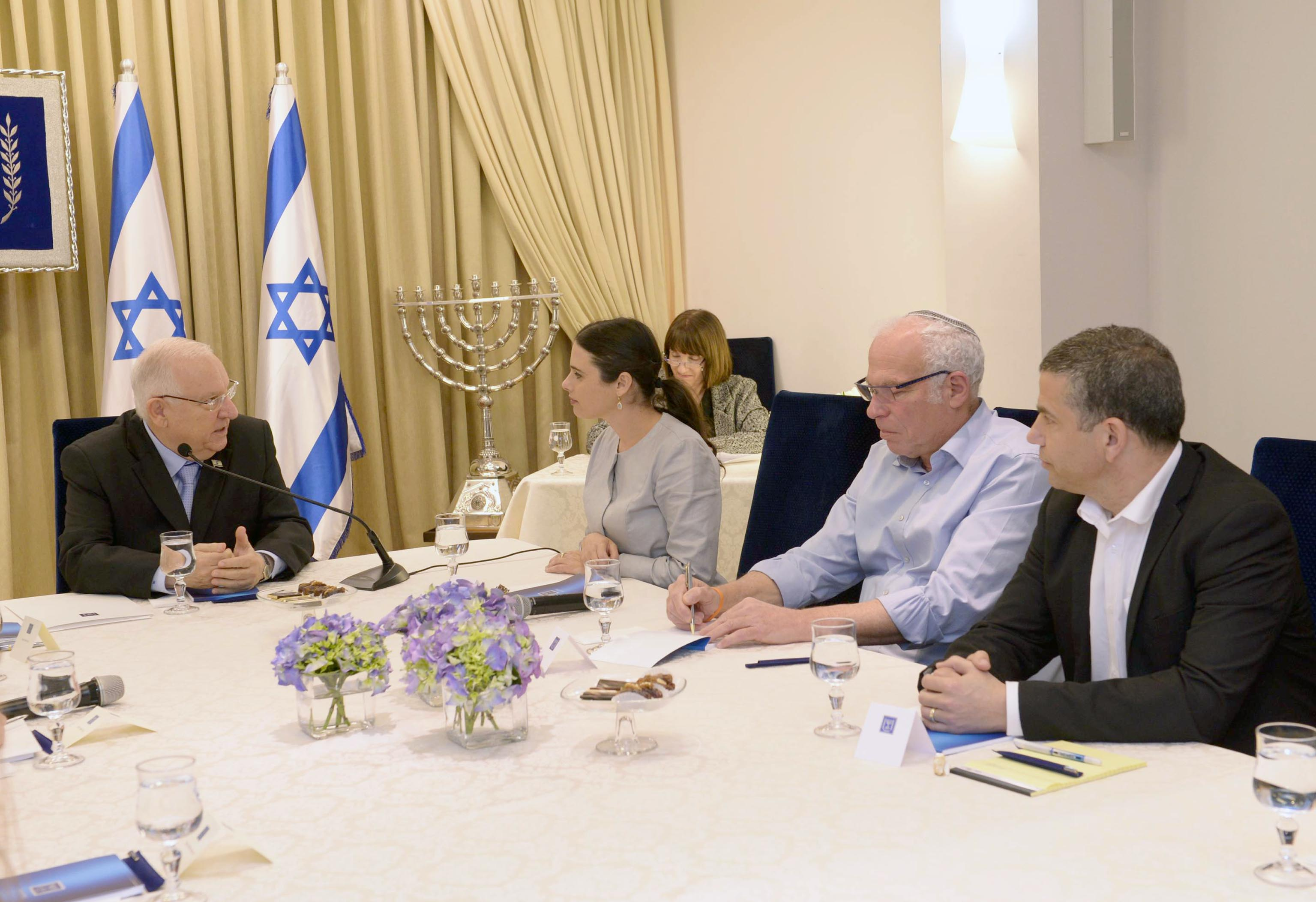
Айелет Шакед, Ури Ариэль и Инон Магаль на консультации с Президентом Государства Израиль Реувеном Ривлином после выборов в Кнессет 20 созыва

Инон Магаль (ивр. ינון מגל‎) — израильский политический деятель, журналист, теле- и радиоведущий и медийная личность.
В прошлом главный редактор журнала Walla! и представляет «Обзор новостей» Первого канала, а также был депутатом Кнессета от партии «Еврейский дом» в Кнессете 20-го созыва.
Сегодня он ведет программу «Патриоты» на канале «Канал-14» и ведет ежедневную программу на радиостанции 103fm вместе с Беном Каспитом.

## Биография
Магаль родился в Бат-Яме. Его отец, Йоханан Ха-Леви Магаль, был офицером по вооружению Центрального военного округа (в звании «алуф мишне»), из фермерской семьи из Афулы . Его мать Эдна была медицинским секретарем. Он вырос в Бат-Яме, а затем в Рамот-Алоне (районе Иерусалима). Он учился в средней школе Бейт ха-Керем . Два брата и сестра — Элад Магаль, бывший генеральный директор компании по производству каннабиса «Илан Био» и еще один брат — доктор Итай Магаль, офтальмолог и хирург в больнице «Шаарей-Цедек».
Магаль служил в ЦАХАЛе бойцом 202-го батальона парашютно-десантной бригады, а затем офицером и командиром группы в Сайерет Маткаль. Он участвовал, среди прочего, в операции «Элам Хамудот» по похищению шейха Убейда. Два его брата также служили в Сайерет Маткаль. Ближе к концу военной службы он ушел в учебный отпуск, после чего отправился на Восток и в Индию, где путешествовал около года, а затем уволился со службы и был демобилизован в звании капитана .

### Журналистская карьера
После демобилизации из армии его приняли на курсы озвучивания в «Коль Исраэль», после чего он начал работать диктором, а затем репортёром новостей. Оттуда он перешел в Галей Цахаль, где служил корреспондентом по территориальным вопросам. Позже он начал работать на News 10 в качестве корреспондента по военным вопросам. В 2004 году после программы «Увда» с Иланой Даян, которая касалась «Дела капитана Р.». В 2005 году, освещая план одностороннего размежевания, Магаль обвинил СМИ в необъективности в отношении плана.
Самым значительным в карьере Магаля в качестве полевого репортера было освещение Второй ливанской войны на 10-м канале.
Среди известных публикаций Магаля:
- Первые и эксклюзивные фотографии, которые были привезены из правительственного бункера в иерусалимских горах[10].
- Эксклюзивное интервью с беглым задержанным Эйвери Раном (одним из лидеров «Молодежи холмов») из его укрытия[11].
- Записи начальника штаба Дана Халуца после Второй Ливанской войны.
- Последнее интервью с раввином Хананом Поратом перед его смертью[12].

В начале 2008 года было объявлено, что Магаль покинет 10-й канал и начнет вести программу « Мабат», вместо Хаима Явина, который представлял её около 40 лет. В конце концов Мерв Миллер был выбран ведущим этой программы вместе с ним. 10 февраля 2008 года Магаль и Миллер начали представлять новую программу «Мабат». Рейтинг программы оставался стабильным после начала его выступлений.
В августе 2012 года он присоединился к отделу новостей сайта Walla. В феврале 2013 года он был назначен вместо Тали Бен-Овадии главным редактором сайта одновременно с должностью ведущего передач студии, с которой он ушел ранее, вплоть до его баллотирования в Кнессет в 2015 году.

### Политическая карьера
28 декабря 2014 года Магал объявил об окончании работы в «Walla!» и о вступлении в партию "Еврейский дом" накануне выборов в Кнессет 20-го созыва. Он занимает седьмое место в списке, а после кончины министра Ури Орбаха поднялся на шестое. Он был избран в Кнессет и назначен председателем фракции и членом комитетов Кнессета по иностранным делам и безопасности, государственному аудиту, труду, социальному обеспечению и здравоохранению, улучшению положения женщин и гендерного равенства, а также комиссии по делам Кнессета. Помимо прочего, он работал над легализацией каннабиса.

#### Подозрения в сексуальных домогательствах
24 ноября 2015 года журналист Рахели Ротнер, работавшая с Магалем в системе "Walla!", написала в посте в Facebook, что по окончании своей должности в «Walla!» Магаль откровенно признался ей в своем сексуальном влечении к ней. В ответ Магаль опубликовал: «Есть вещи, которые были сказаны между друзьями до того, как я стал депутатом Кнессета, и я бы не стал повторять их сегодня. Я прошу прощения у тех, кто пострадал». Резонанс этой публикации привел в тот же день к уточняющей беседе с председателем «Еврейского дома» Нафтали Беннетом, по итогам которой Магаль объявил о своем уходе с поста председателя фракции.
Полиция начала расследование выдвинутых против него обвинений, подозревая в сексуальных домогательствах и непристойных действиях , а после того, как в СМИ были опубликованы жалобы других женщин, Магаль заявил, что уверен, что в его действиях нет криминального аспекта, но поскольку некоторые пострадал от своего поведения в прошлом, он решил уйти из состава депутатов Кнессета. В феврале 2016 года прокуратура Тель-Авива закрыла против него дело. В двух случаях это было оправдано «отсутствием вины», а в третьем случае «отсутствием общественного интереса».
После ухода из Кнессета он занялся предпринимательством, среди прочего, в компании по производству ветряных турбин «Энергия ле-Исраэль», одним из владельцев которой он является.

### Возвращение в СМИ
В ноябре 2016 года он вернулся на телевидение и присоединился ко второму сезону сериала «Лайла Тов» с Ассаф Харель, что вызвало критику со стороны женских организаций. Вместе они создали серию статей, пока шоу не вышло в феврале 2017 года. В феврале 2018 года Магаль присоединился к радиостанции 103fm, сначала в качестве заместителя ведущего Натана Захави в шоу «Захави Ацбани», позже около года каждое утро вел парное шоу с Анат Давыдовой, в котором был на короткое время заменен Роном Коффманом. С сентября 2019 года и по сегодняшний день Магаль вместе с Каспитом на «103fm» представляет программу «Инон Магаль и Бен Каспит». В декабре 2018 года Магаль присоединился к «20 каналу». Первоначально вместе с Шимоном Риклином вел программу " Риклин&Магаль " вместо ушедшего Ареля Сегаля и был комментатором новостного выпуска канала. С июня 2019 года ведет программу " Патриоты ", которая вновь появилась на канале.
У Магаля более 380 тысяч подписчиков в социальной сети Twitter и десятки тысяч в других социальных сетях — включая Tiktok, Telegram, Instagram, Facebook, YouTube и WhatsApp . Он несколько раз появлялся на первых местах списка влиятельных лиц Твиттера, опубликованного Лиором Мелленбоймом, и даже упоминался на первом месте в списке на 2021 год.
Магаль считается одним из крупнейших сторонников премьер-министра Биньямина Нетаньяху в израильских СМИ, и в январе 2022 года он запустил краудфандинговую кампанию для финансирования защиты Биньямина Нетаньяху в суде, в ходе которой было собрано более 3,9 миллионов шекелей, но средства были заморожены из-за юридических препятствий/ В расследовании газеты TheMarker утверждается, что Магаль входит в число доминирующих партнеров в механизме распространения сообщений, призванном служить режиму Нетаньяху и нападать на тех, кого считают угроза для него вместе с Амитом Сегалем и Яаковом Бардуго и около 20 представителями СМИ, которые работают над распространением сообщений в рамках этого механизма. В интервью программе «Патхей эт Шай» он сказал: «Я прихожу с повесткой дня, я прихожу с мировоззрением, я хочу его передать и у меня миссия».
С февраля 2024 года Магaль появляется в начале программы «Патриоты» в бейсболке с лозунгом «Тотальная победа», которая является лозунгом войны железных мечей, представленной Нетаньяху.
В специальной передаче по случаю Дня Холокоста 2024 года он сравнил журналистов и средства массовой информации с евреями, которые причиняли вред народу Израиля во времена великих бедствий, такими как капо во время Холокоста, информаторы инквизиции и поджигатели домов во время осады Иерусалима. Магаль также писал подобные вещи в своем аккаунте в Твиттере и за это подвергался критике со стороны коллег по профессии.

#### Иски о клевете
После того как Магаль приписал Лиору Хореву желание вступить в политический союз с Гади Айзенкотом, Хорев подал против него иск о клевете . В ответ Магаль подал встречный иск против Хорева. Магаль не подал исковое заявление, и суд принял иск и потребовал от него выплатить Хореву компенсацию в размере 150 тысяч шекелей и удалить твит, являющийся предметом иска. Позже решение было отменено, и был достигнут компромисс, согласно которому Магаль и Хорев отзовут взаимные претензии и принесут друг другу извинения.
Иск о клевете, поданный Равивом Друкером против Магаля и Шимона Риклина, был отклонен 6 сентября 2023 года подавляющим большинством голосов судей, а в отношении компенсации в размере 5000 шекелей в пользу Друкера судья назначил ответчикам компенсацию в размере 5000 шекелей.
В декабре 2023 года Магаль подал иск о клевете на сумму 300 000 шекелей против Иль Неве, одного из основателей компании «Arms and Sisters of Arms». Неве подал встречный иск на сумму 500 000 шекелей.

## Личная жизнь
Магаль, выросший в светской семье, отправился после армии на 13 месяцев в Индию. В одном из интервью он рассказал, что в Индии «я открыл для себя духовность и через нее иудаизм». В другом интервью он рассказал, что в Индии он употреблял психоактивные вещества под влиянием которого он встретился с «Творцом мира» и стал «более еврейским». После возвращения в Израиль он продолжил светскую жизнь, но с большей близостью к иудаизму. После смерти своего отца он завершил процесс покаяния и с тех пор колеблется между религиозной и традиционной жизнью но предпочитает носить кипу только в субботу.
В 2005 году он женился на Гитит, дизайнере интерьеров, и у пары родилось четверо сыновей. Они вели религиозный образ жизни, а их дети получали образование в религиозных государственных учебных заведениях и в Бней Акиве. В марте 2022 года пара рассталась. Магаль живет в Тель-Авиве . Магаль имеет степень бакалавра исламоведения, Ближнего Востока и израильской мысли Еврейского университета в Иерусалиме, которую он закончил в конце 2011 года.